# Exposure (album de Robert Fripp)
Pour les articles homonymes, voir Exposure.
Albums de Robert Fripp
Evening Star
(1975) God Save the Queen / Under Heavy Manners
(1980)
Exposure est le premier album solo de Robert Fripp, le guitariste de King Crimson. Il est sorti en 1979.

## Enregistrement
Exposure est étroitement lié à Sacred Songs (en), le premier album solo de Daryl Hall, et au deuxième album solo de Peter Gabriel, tous deux produits par Fripp et enregistrés dans les mêmes studios durant la même période en 1977-1978. Hall et Gabriel participent tous deux à l'enregistrement du disque de Fripp.
Les chansons Urban Landscape et I May Not Have Had Enough of Me but I've Had Enough of You apparaissent également sur l'album de Hall (cette dernière sous le titre NYCNY, avec des paroles différentes). Le deuxième album solo de Gabriel contient une version complètement différente de la chanson Exposure, tandis que Here Comes the Flood est une nouvelle version d'une chanson d'abord parue sur le premier album solo de Gabriel.
Brian Eno, Peter Hammill, Tony Levin, Phil Collins et Terre Roche participent également à cet album. 

## Titres
| 1. | Preface                        | Robert Fripp                               | 1:16 |
| 2. | You Burn Me Up I'm a Cigarette | Daryl Hall, Robert Fripp                   | 2:24 |
| 3. | Breathless                     | Robert Fripp                               | 4:43 |
| 4. | Disengage                      | Peter Hammill, Joanna Walton, Robert Fripp | 2:46 |
| 5. | North Star                     | Daryl Hall, Joanna Walton, Robert Fripp    | 3:06 |
| 6. | Chicago                        | Daryl Hall, Joanna Walton, Robert Fripp    | 2:12 |
| 7. | NY3                            | Daryl Hall, Joanna Walton, Robert Fripp    | 2:16 |
| 8. | Mary                           | Daryl Hall, Joanna Walton, Robert Fripp    | 2:06 |

| 9.  | Exposure                                                   | Peter Gabriel, Robert Fripp | 4:25 |
| 10. | Hååden Two                                                 | Robert Fripp                | 2:53 |
| 11. | Urban Landscape                                            | Robert Fripp                | 2:35 |
| 12. | I May Not Have Had Enough of Me but I've Had Enough of You | Joanna Walton, Robert Fripp | 3:50 |
| 13. | First Inaugural Address to the I.A.C.E. Sherborne House    | John G. Bennett             | 0:07 |
| 14. | Water Music I                                              | Robert Fripp                | 1:27 |
| 15. | Here Comes the Flood                                       | Peter Gabriel               | 4:01 |
| 16. | Water Music II                                             | Robert Fripp                | 4:16 |
| 17. | Postscript                                                 | Robert Fripp                | 0:40 |

## Musiciens
- Robert Fripp : guitares, Frippertronics
- Sid McGinnis : guitare rythmique sur Exposure, guitare pedal steel sur North Star
- Tony Levin : basse
- Brian Eno : synthétiseur sur North Star et Here Comes the Flood, voix sur Preface et Postscript
- Barry Andrews (en) : orgue sur Disengage, NY3 et I've Had Enough of You...
- Jerry Marotta : batterie sur You Burn Me Up..., Chicago, Exposure et Hååden Two
- Narada Michael Walden : batterie sur Breathless, NY3 et I've Had Enough of You...
- Phil Collins : batterie sur Disengage et North Star
- Peter Hammill : chant sur Disengage, Chicago et I've Had Enough of You...
- Peter Gabriel : chant et piano sur Here Comes the Flood, voix sur Preface
- Daryl Hall : chant sur Preface, You Burn Me Up..., North Star et Disengage II, piano sur You Burn Me Up...
- Terre Roche : chant sur Mary et I've Had Enough of You..., cris sur Exposure
- Edith Fripp : voix sur Disengage
- Evelyn Harris : voix
- John G. Bennett : voix sur First Inaugural Address... et Water Music I
- Shivapuri Baba : voix